# Д’Оссон, Абрахам Константин Мураджа
Абрахам Константин Мураджа Д'Оссон (швед. Abraham Konstantin Mouradgea d'Ohsson; 26 сентября 1779, Стамбул, - 25 декабря 1851, Берлин) — шведский барон, дипломат и востоковед. Сын историка и дипломата Игнатия Мураджи Д'Оссона.

## Биография

### Дипломатическая деятельность
Родился 26 сентября 1779 года в Стамбуле, в армянской семье. В 1798 году переехал в Швецию, где в 1799 году окончил Уппсальский университет. 
С окончанием университета в том же году поступил на дипломатическую службу, став клерком в министерстве иностранных дел. Успешно совмещал государственную службу с научной деятельностью. В 1801—1803 годах в качестве атташе находился в Париже, где продолжая дело своего отца занимался исследованиями в области восточной истории. 
В 1805—1806 годах являлся секретарем посольства в Мадриде, затем в 1807—1808 годах работал в посольстве прусского королевского суда, и в Севилье в 1809 году. С 1811 по 1813 год вновь работал в Париже, где служил в качестве временного поверенного. Позже занимал должность секретаря кабинета наследного принца Карла Йоханабыл. В 1816 году был назначен посланником Швеции в Гааге. 
В 1817 году Шведская королевская академия наук, оценив научный вклад Д'Оссона избрала того своим действительным членом. В 1823 году он стал почётным членом Шведской королевской академии словесности, а спустя пять лет, в 1828 году почётным членом Королевского научного общества Уппсалы. В том же году Д'Оссон указом императора Швеции Карла XIV Юхана был возведён в шведское дворянство и получил титул барона. 
В 1834 году оставив должность посланника в Гааге, был переведён на аналогичную должность в Берлин, откуда был отозван обратно в Швецию в 1850 году. 
Абрахам Константин Мураджа Д'Оссон скончался 25 декабря 1851 года в Берлине.
Перед смертью д'Оссон подарил Лундскому университету около 300 книг и более десятка рукописей.

### Научная деятельность
Д'Оссоном была написана и опубликована 4-томная «История монголов. От Чингиз-хана до Тамерлана». Он первым в монголоведении в своей работе использовал сочинения Рашид ад-Дина, Джувейни и др. иранских средневековых историков. Кроме этого он использовал материалы армянских, грузинских, польских и написанных на латинском языке хроник, а также русских летописей. Его книга стала одной из наиболее значимых по истории Монголии.